# FENAE
A Federação Nacional das Associações do Pessoal da Caixa Econômica Federal (Fenae) é a entidade que aglutina as 27 APCEFs que existem no Brasil. Foi fundada em 29 de maio de 1971, durante o 6º Congresso Nacional das Associações de Pessoal, em Curitiba, para dar maior integração e unidade ao movimento associativo dos empregados da Caixa Econômica Federal.
A atual presidente da Caixa, Rita Serrano, já foi conselheira da entidade.

## Missão
Promover o bem-estar do pessoal da Caixa, atuando coletivamente na defesa dos direitos e incentivando práticas sociais, esportivas e culturais.